# In the Lap of the Gods... Revisited
In the Lap of the Gods... Revisited ("En el Regazo de los Dioses... Revisitado") es una canción del grupo musical británico de rock Queen, escrita por su vocalista Freddie Mercury para el álbum Sheer Heart Attack en 1974.
Tiene el mismo título que In the Lap of the Gods, pero se le añadió la palabra Revisited al final. No parece que haya relación en las letras y mucho menos en la melodía y la música. Esta canción en su versión original contiene la voz de Freddie con un notable estribillo y coros de toda la banda al final. Hacia el término de la canción se produce una explosión dando a entender el final del álbum.
Fue interpretada a lo largo de las giras Sheer Heart Attack Tour, A Night at the Opera Tour, Summer Gigs, A Day at the Races Tour, News of the World Tour y el Magic Tour. En el Wembley Stadium, Mercury hizo un gran trabajo y el grupo le dio un aire mucho más potente, gracias también a la contribución del baterista Roger Taylor.